# Šurkovac
Šurkovac (en cirílico: Кевљани) es una aldea de la municipalidad de Prijedor, Republika Srpska, Bosnia y Herzegovina.
Administrativamente, incluye a las aldeas y asentamientos de Šurkovac (Josići, Kovačevići, Bujadilo, Lovrići, Čavlovići, Kovačevići, Komljenovići, Panići y Josići) y Gornji Volar (Jurići, Kosa, Lipici, Šibovi, Gavranovići, Briševci, Bare, Žanta, Poljana, Doljani y Šolaje).

## Población
| Composición de la Población - Localidad de Šurkovac | Composición de la Población - Localidad de Šurkovac | Composición de la Población - Localidad de Šurkovac | Composición de la Población - Localidad de Šurkovac | Composición de la Población - Localidad de Šurkovac | Composición de la Población - Localidad de Šurkovac |
| --------------------------------------------------- | --------------------------------------------------- | --------------------------------------------------- | --------------------------------------------------- | --------------------------------------------------- | --------------------------------------------------- |
|                                                     | 2013                                                | 1991                                                | 1981                                                | 1971                                                | 1961                                                |
| Total                                               | 49                                                  | 489 (100%)                                          | 686 (100%)                                          | 875 (100%)                                          | 936 (100%)                                          |
| Varones                                             | 26                                                  | -                                                   | -                                                   | -                                                   | -                                                   |
| Mujeres                                             | 23                                                  | -                                                   | -                                                   | -                                                   | -                                                   |
| Bosniacos                                           | -                                                   |                                                     |                                                     |                                                     |                                                     |
| Serbios                                             | 1                                                   | 8 (1,636%)                                          | 18 (2,624%)                                         | 16 (1,83%)                                          | 17 (1,816%)                                         |
| Croatas                                             | 47                                                  | 457 (93,46%)                                        | 647 (94,31%)                                        | 854 (97,6%)                                         | 915 (97,76%)                                        |
| Bosnios                                             | -                                                   | -                                                   | -                                                   | -                                                   | -                                                   |
| Gitanos                                             | -                                                   | -                                                   | -                                                   | -                                                   | -                                                   |
| Musulmanes                                          | -                                                   | -                                                   | -                                                   | -                                                   | -                                                   |
| Bosnio y Herzegovinos                               | -                                                   | -                                                   | -                                                   | -                                                   | -                                                   |
| Albaneses                                           | -                                                   | -                                                   | -                                                   | -                                                   | -                                                   |
| Yugoslavos                                          | -                                                   | 13 (2,658%)                                         | 21 (3,061%)                                         | 2 (0,23%)                                           | –                                                   |
| Ukranianos                                          | -                                                   | -                                                   | -                                                   | -                                                   | -                                                   |
| Montenegrinos                                       | -                                                   | -                                                   | -                                                   | -                                                   | 1 (0,107%)                                          |
| Eslovenos                                           | 1                                                   | -                                                   | -                                                   | -                                                   | -                                                   |
| Ortodoxos                                           | -                                                   | -                                                   | -                                                   | -                                                   | -                                                   |
| Macedonios                                          | -                                                   | -                                                   | -                                                   | -                                                   | -                                                   |
| Húngaros                                            | -                                                   | -                                                   | -                                                   | -                                                   | -                                                   |
| Otros                                               | -                                                   | 11 (2,249%)                                         | -                                                   | 3 (0,343%)                                          | 3 (0,321%)                                          |
| Sin declarar                                        | -                                                   | -                                                   | -                                                   | -                                                   | -                                                   |
| Desconocidos                                        | -                                                   | -                                                   | -                                                   | -                                                   | -                                                   |

## Destrucción durante la Guerra de Bosnia

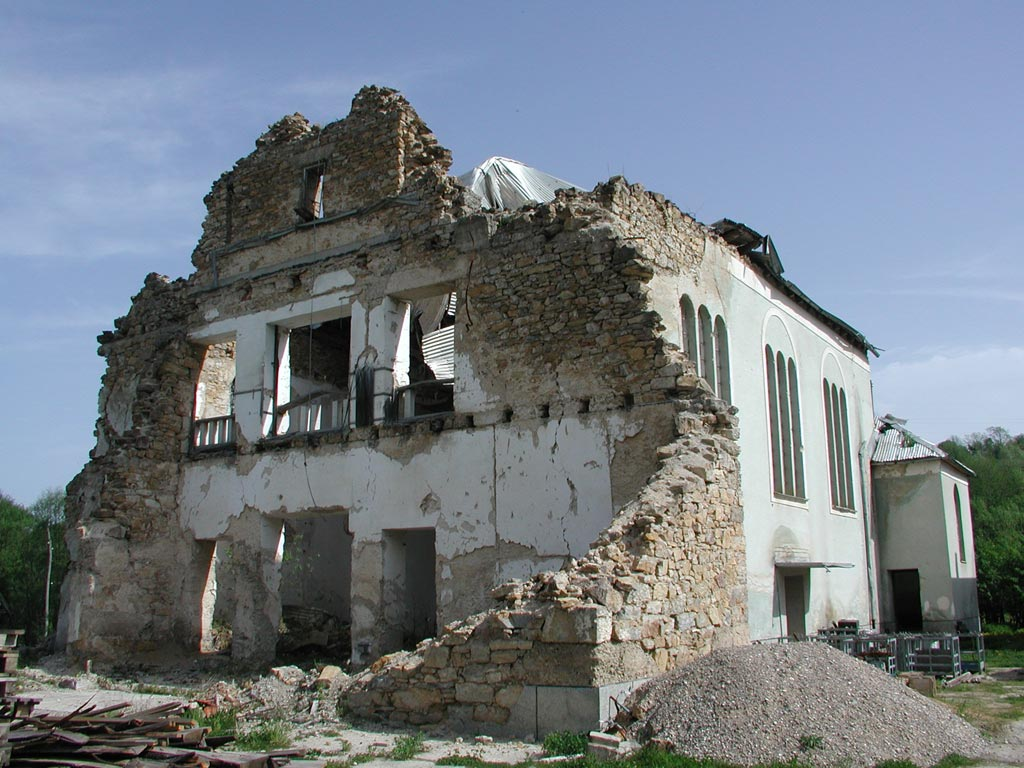
Ruinas de la iglesia católica de Šurkovac anterior a su reconstrucción.

El Tribunal Penal Internacional para la ex Yugoslavia durante el juicio que declaró culpable a Ratko Mladić del crimen de genocidio entre otros, señaló que las fuerzas serbias habían minado y destruido la iglesia parroquial católica del Sagrado Corazón de Jesús en Šurkovac alrededor del 26 de diciembre. 1992. Las torres gemelas de la iglesia fueron totalmente destruidas por una explosión, la fachada de entrada de la iglesia se había derrumbado y su techo había sido parcialmente destruido. Los edificios adyacentes sufrieron daños leves.